# Samcheok
Samcheok (kor. 삼척시) – miasto w Korei Południowej, w prowincji Gangwon. W 2005 liczyło 68 116 mieszkańców.